# Black Forest (Film)
Black Forest ist ein deutscher Spielfilm von Gert Steinheimer aus dem Jahr 2010, der im Hochschwarzwald spielt. Der Thriller kam am 15. April 2010 in die deutschen Kinos.

## Handlung
Zwei Pärchen aus einer Großstadt machen Urlaub in einem einsamen Bauernhaus im Schwarzwald. Die Männer entdecken einen alten Fernseher und versuchen, ihn zu reparieren, um die Fußballspiele der Bundesliga anschauen zu können. Dies gelingt jedoch nicht. Allerdings sieht einer nach dem anderen Dinge auf dem Fernsehschirm, die ihn dazu bringen, den Anderen nach dem Leben zu trachten. So findet der Fahrer, der die Gruppe am Anfang des Films zum Haus gefahren hat, bei der vereinbarten Abholung schließlich drei Leichen vor. Nur Eva hat überlebt und kann sich ins Dorf retten. Allerdings sieht man am Ende ihre Flucht ebenfalls im Fernseher. Dieser wird vom Geist eines Kindes namens Annemarie beherrscht, welches vor einigen Jahren auf dem Bauernhof gestorben war.

## Hintergrund

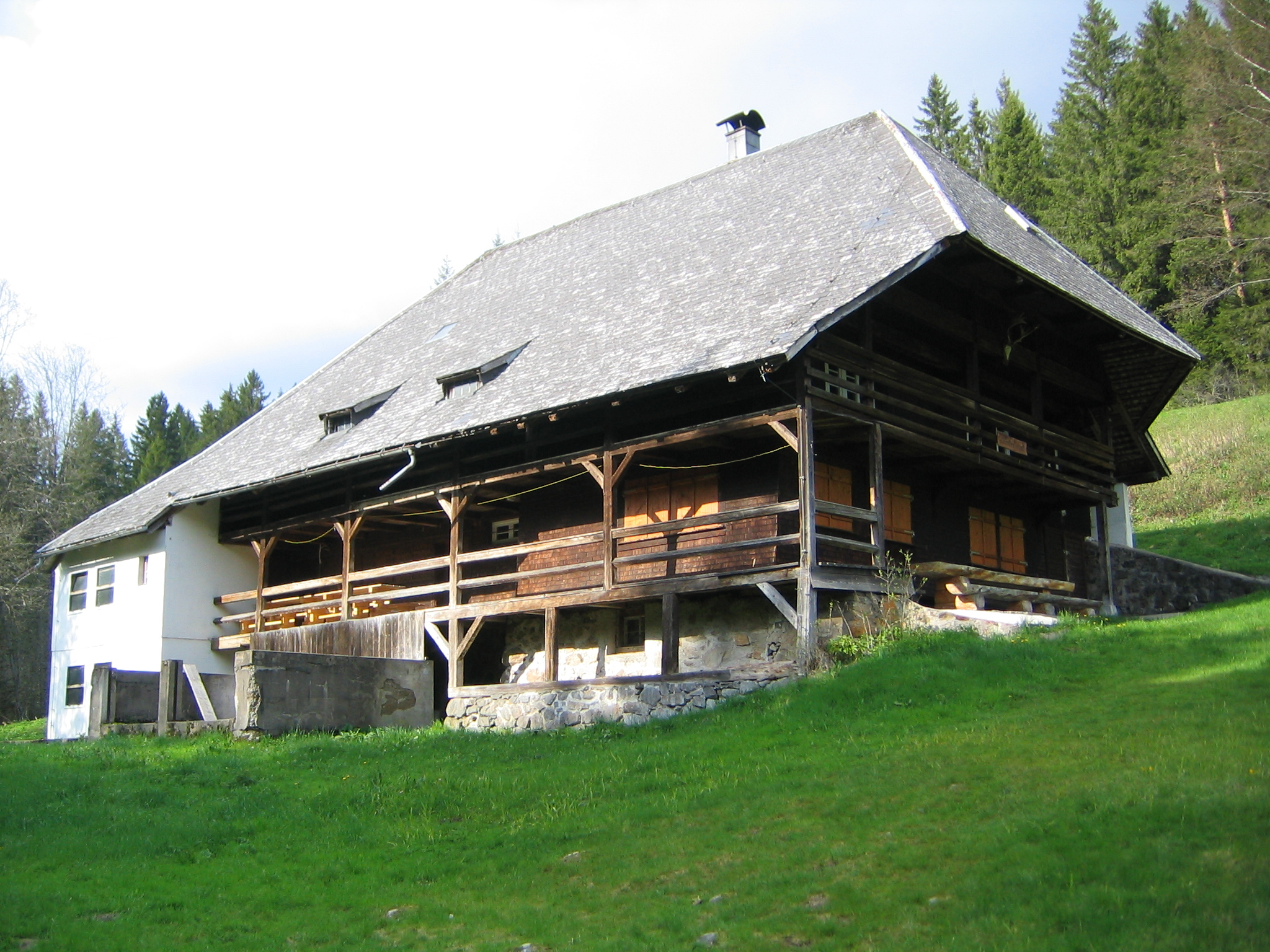
Der Wunderlehof

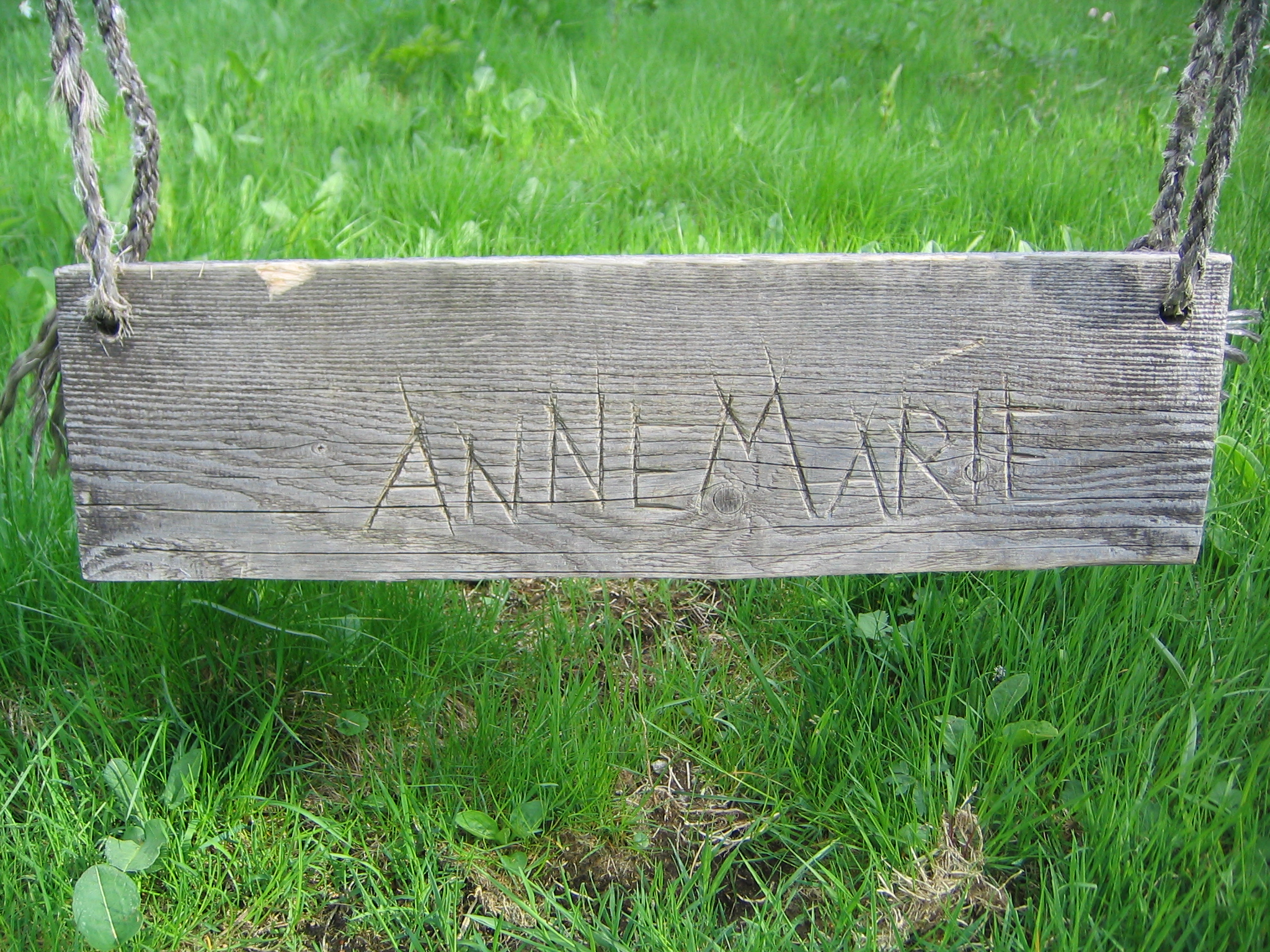
Brett der Schaukel mit eingeritztem Namen von Annemarie

- Der Film wurde größtenteils auf dem Wunderlehof bei Hinterzarten im Landkreis Breisgau-Hochschwarzwald gedreht, auf dem unter anderem Georg Thoma als Hirtenjunge gearbeitet hat. Entgegen der Filmhandlung gibt es dort jedoch neben dem Dieselgenerator auch fließendes Wasser. Zusätzliche Elemente, die vom Filmteam zum Hof hinzugefügt wurden, waren ein Gartenzaun, eine Brücke über den Bach, ein Vogelhaus und eine Schaukel.[3]
- Die Schlussszene wurde bei Breitnau gedreht.
- Die Holzmaske, die mehrmals im Film zu sehen ist, wird während der schwäbisch-alemannischen Fasnet vom Karnevalsverein Waldhexen aus Rudenberg, einem Stadtteil von Titisee-Neustadt, getragen.
- Der Fernsehsender TV Südbaden, dessen Sendungen mehrmals vom Fernseher verfälscht werden, existiert wirklich.
- Schauspieler Hans-Joachim Weiser spielt normalerweise in der Alemannischen Bühne in Freiburg.[4]

- Die Dreharbeiten wurden bereits im September 2007 abgeschlossen.[5]

- Die Suche nach Geldgebern dauerte für Steinheimer sieben Jahre. Fernsehanstalten hatten wegen der Handlung Bedenken, den Film zu finanzieren.[3]

## Kritiken

Panorama von Breitnau

„Was angeblich eine Medien- und vor allem eine TV-Kritik sein will, ist bei aller Liebe dann doch nicht mehr als ein mittelprächtiger Thriller, der deutlich nach Vorbildern wie Blair Witch Project (so bei den Videoaufnahmen am Anfang des Films) oder The Ring (das Böse, das sich über moderne Medien verbreitet) schielt, ohne jemals deren Klasse und vor allem Spannung zu erreichen. Mit sichtbar kleinem Budget gedreht sind es vor allem die jungen Schauspieler, die sich an dem durchsichtigen und mitunter hanebüchenen Drehbuch vergebens abarbeiten.“

„Von den vier den Film bestimmenden Hauptdarstellern ragt keiner heraus und fällt keiner ab, sie mühen sich alle gleich und wenig erfolgreich im Kampf gegen das überraschungsfreie und wenig inspiriert wirkende Drehbuch mit platten Dialogen der Sorte ‚Werden die Mädchen nicht sauer sein, wenn wir den Fernseher anmachen?‘ – Mensch Alter, heute ist Bundesliga!" […] So brav und bieder und damit auch für die eigentliche Zielgruppe viel zu uninteressant und reizlos kommt ‚Black Forest‘ daher, dass man ehrlicherweise auch auf den pseudo-coolen englischen Titel hätte verzichten können, um damit von vornherein klarzumachen, womit wir es hier zu tun haben: Mit dem guten alten deutschen Schwarzwald nämlich. Und der taugt halt doch nur in Maßen zum großen Schaudern.“

„Schlecht geschriebener, unbeholfen gespielter Horrorfilm, der sich auf zahllose Vorbilder bezieht, ohne eine eigene Linie zu finden. Die Folgen unkontrollierten Medienkonsums und die Wechselwirkung von Wirklichkeit und Täuschung werden lediglich angerissen bzw. plakativ behauptet.“